# Batalla de Jengland
La batalla de Jengland (también llamada Jengland-Beslé, Beslé o Grand Fougeray ) tuvo lugar el 22 de agosto de 851, entre los francos de Carlos el Calvo y el ejército bretón de Erispoe, duque de Bretaña. La batalla concluyó con victoria breton, lo que llevó a la firma del Tratado de Angers en septiembre de 851 que aseguró la independencia bretona.

## Contexto
En 845, Nominoë, duque de Bretaña, había derrotado a Carlos el Calvo en la batalla de Ballon. Tras una breve tregua, en 849 Nominoë reanudó su ofensiva contra los francos para intentar establecer control personal total sobre su ducado y ampliar su territorio. En 851, las guarniciones francas que habían quedado protegiendo Rennes y Nantes el año anterior capitularon ante Nominoë, que atacó hacia el este, devastando Le Mans. Nominoë decidió entonces avanzar hacia Chartres, pero murió repentinamente, cerca de Vendôme .
Su sucesor, su hijo Erispoe, tomó el mando de los bretones y continuó su ofensiva junto con Lamberto II de Nantes, un franco renegado desposeído por Carlos el Calvo. 
Ante la amenaza, Carlos buscó el apoyo de su hermano Luis el Germánico, que envió un contingente de sajones como refuerzo. Erispoe se retiró a Bretaña. Es probable que los ejércitos fueran relativamente pequeños, con Carlos al mando de alrededor de 4.000 soldados y Erispoe alrededor de 1.000.

## La batalla
En agosto, Carlos abandonó Maine y entró en Bretaña por la calzada romana de Nantes a Corseul. El rey dispuso sus tropas en dos líneas:
- La retaguardia, integrada por francos;
- En primera línea, los mercenarios sajones cuya función era romper el asalto de la caballería bretona, conocida por su movilidad y tenacidad.

En el choque inicial, un ataque con jabalina obligó a los sajones a retirarse tras la línea franca, más protegida. Los francos fueron cogidos por sorpresa. En lugar de entablar una melé, los bretones acosaron a los francos fuertemente armados desde la distancia, de una manera comparable a las tácticas partas, pero con jabalinas en lugar de arqueros. Alternaron cargas furiosas, fintas y retiradas repentinas, desarticulando las filas francas y rodeando a grupos demasiado extendidos.
Después de dos días de lucha, las pérdidas francas en hombres y caballos estaban comenzando a ser catastróficas, mientras que las bajas bretonas eran pequeñas. Carlos se retiró del campo durante la noche y, a la mañana siguiente,, el pánico se apoderó de los soldados francos. Los bretones asaltaron rápidamente el campamento, se llevaron botín y armas y mataron a tantos fugitivos como pudieron. 

## Tratado de Angers
La batalla redefinió las relaciones entre francos y bretones. Carlos el Calvo acordó reunirse con Erispoe en Angers, en las afueras del territorio ahora ampliado de Bretaña.

### El rey en el imperio
En septiembre, Erispoe se sometió a Carlos como emperador, recibiendo a cambio el título de rey.
Según los Anales de Saint-Bertin "Erispoe, hijo de Nominoë, en la ciudad de Angers presentó y recibió de Carlos como regalo los símbolos de la monarquía que venían de su padre, añadiendo también Rennais, Nantais y Retz". 
Según el tratado, Erispoe permaneció en principio sujeto a Carlos el Calvo, pero ahora también podía verse a sí mismo como igual a Carlos, pudiendo utilizar el título de "rex". Carlos reconoció la autoridad de los gobernantes bretones sobre las áreas alrededor de Rennes, Nantes y Pays de Retz, que anteriormente habían formado la Marca Bretona franca. Erispoe, al mismo tiempo, absorbió la población galo-romana y franco-romana que no hablaban bretón.

### Demarcación fronteriza
El Tratado de Angers estableció las fronteras del ducado medieval de Bretaña y la posterior provincia francesa de Bretaña. También marcó un punto de inflexión en las relaciones entre los francos occidentales y Bretaña. Posteriormente, los duques bretones ampliaron aún más su territorio, pero no pudieron retenerlo mucho tiempo. El Tratado de Angers definió esencialmente los límites de la Bretaña histórica. La paz que siguió al tratado y la normalización de las relaciones franco-bretonas permitió a los bretones prepararse para defenderse de posteriores ataques vikingos.